# Baybayin
Il baybayin (a volte chiamato alibata) è un sistema di scrittura che veniva usato per la lingua tagalog prima della colonizzazione spagnola; la sua origine è nel sistema kavi dell'isola di Giava.

Si ritiene che questo sistema di scrittura fosse in uso già dal XIV secolo, ed era ancora in uso durante la colonizzazione spagnola delle Filippine. Il termine baybayin letteralmente significa "scrittura, ortografia"; sistemi di scrittura strettamente imparentati con esso sono lo hanunóo, il buhid, e il tagbanwa.
Il sistema di scrittura è un alfasillabario o abugida, con combinazioni tra consonante e vocale. Ciascun carattere, scritto nella sua forma fondamentale, vale come una consonante seguita dalla vocale "a"; per ottenere sillabe con altre vocali, si pone un segno sopra la consonante (per le vocali "e", "i") o sotto la stessa (per le vocali "o", "u"): il segno è detto kudlit. Le singole vocali hanno propri caratteri, e a loro non si applica il kudlit.
Nella forma originaria del sistema baybayin non era però possibile rappresentare consonanti non seguite da vocali: questo causò problemi ai religiosi cattolici spagnoli che traducevano i propri libri nella lingua locale. Quindi, nel 1620 Padre Francisco López introdusse un altro kudlit che eliminava il suono vocalico: scelse di usare una crocetta, "+", con riferimento al Cristianesimo. Il kudlit a forma di croce funziona esattamente come il virama nel sistema indiano devanāgarī, e perciò è definito Tagalog sign virama da Unicode.
Oltre al tagalog, anche l'ilocano e il pangasinan sono stati scritti con il baybayin o possono ancora esserlo.

## Tabella Unicode
Il sistema baybayin è parte dello standard Unicode, con il nome di Tagalog script, nella serie 1700-171F.
|      |  | 0 | 1 | 2 | 3 | 4 | 5 | 6 | 7 | 8 | 9 | A | B | C | D | E | F |
| 1700 |  | ᜀ | ᜁ | ᜂ | ᜃ | ᜄ | ᜅ | ᜆ | ᜇ | ᜈ | ᜉ | ᜊ | ᜋ | ᜌ | ᜍ | ᜎ | ᜏ |
| 1710 |  | ᜐ | ᜑ | ᜒ  | ᜓ  | ᜔  | ᜕  | ᜖ | ᜗ | ᜘ | ᜙ | ᜚ | ᜛ | ᜜ | ᜝ | ᜞ | ᜟ |